# سیکی (یونان)
سیکی (به لاتین: Sykia) یک منطقهٔ مسکونی در یونان است که در شهرستان سیسیونیا واقع شده‌است.